# Somogyszentpál
Somogyszentpál es un pueblo ubicado en el distrito de Marcali, en el condado de Somogy, Hungría.

## Superficie
Posee una superficie de 28,96 kilómetros cuadrados.

## Demografía
Hasta 2019 la población era de 781 habitantes, con una densidad de población de 26,97 habitantes por kilómetro cuadrado.